# Rêve sidéral d'un naïf idéal
 (octobre 2018).
Albums de Paul Personne
Comme à la maison
(1992) Instantanés
(1996)
Rêve sidéral d'un naïf idéal est un album de Paul Personne, sorti en 1994.

## Liste des Titres
| No  | Titre                              | Durée |
| --- | ---------------------------------- | ----- |
| 1.  | Visions                            |       |
| 2.  | Le jeu du je                       |       |
| 3.  | Un tax'man pour l'île au tresor    |       |
| 4.  | Loco loco                          |       |
| 5.  | Toutes les nuits j'conte les jours |       |
| 6.  | Faire semblant                     |       |
| 7.  | Plus jamais m'laisser blueser      |       |
| 8.  | C'est pour rire                    |       |
| 9.  | P'tites bestioles                  |       |
| 10. | Courant d'air                      |       |
| 11. | Jet Set Boogie                     |       |
| 12. | Rêve sidéral d'un naïf idéal       |       |
| 13. | Célia                              |       |

## Musiciens
- Paul Personne : voix, guitares acoustiques et électriques, harmonica
- Philippe Floris : batterie, percussions
- Christophe Garreau : basse, contrebasse
- Olivier Lanneluc : piano, orgue hammond, piano électrique, synthés
- Michel Billes : saxophones
- Gloria H. Gravalos : chœurs
- Réalisation : Paul Personne et Ian Taylor
- Enregistrements : Christophe Marais au Studio Miraval
- Assistant et prise de son : Fred. Blanc-Garrin
- Mixage : Ian Taylor